# ロルフ・ヴォルフショール
ロルフ・ヴォルフショール（Rolf Wolfshohl、1938年12月27日 - 2024年9月18日）は、ドイツ、ケルン＝ミルハイム出身の自転車競技選手。

## 経歴
本職はシクロクロス。1958年の世界選手権において3位入賞を果たしたのを皮切りに、1973年の3位まで、同大会において実に12回表彰台に立ったが、内、1960年、1961年、1963年には世界一の座に就いた。また、シクロクロスの西ドイツ国内選手権では14回の優勝を果たしている。
ロードレースでは、1956年にジュニア部門の国内選手権を制した経験があるが、1965年にレイモン・プリドール擁するメルシェ・BPに移籍したことが契機となり、活躍の場を広げることになる。同年のブエルタ・ア・エスパーニャでは、2位プリドールに6分以上の差をつけて総合優勝。Bicに移籍した1967年、ツール・ド・フランスで区間1勝を挙げた。
1968年、パリ〜ニースで総合優勝を果たし、国内選手権ではロードレース、シクロクロスの両方を制した。また、ツール・ド・フランスでは総合6位に入り、選手生活のピークを迎えた。その後、1970年のツール・ド・フランスにおいて区間1勝を挙げた。
1975年に現役を引退。その後、バイクショップの経営を行う傍ら、1995年から2000年まで、ルント・ウム・ケルンのレース責任者を務めた。
2024年9月18日に死去。85歳没。

## 主な実績
1958
1位  西ドイツ選手権（シクロクロス）
3位 シクロクロス世界選手権
1959
1位  西ドイツ選手権（シクロクロス）
2位 シクロクロス世界選手権
1960
1位  シクロクロス世界選手権
1位  西ドイツ選手権（シクロクロス）
1961
1位  シクロクロス世界選手権
1位  西ドイツ選手権（シクロクロス）
1962
1位  西ドイツ選手権（シクロクロス）
1位 GP・デ・ラ・ビシクレタ・エイバレサ
1963
1位  シクロクロス世界選手権
1位  西ドイツ選手権（シクロクロス）
1965
1位  ブエルタ・ア・エスパーニャ
2位 シクロクロス世界選手権
1位  西ドイツ選手権（シクロクロス）
1966
1位  西ドイツ選手権（シクロクロス）
3位 シクロクロス世界選手権
1967
1位  西ドイツ選手権（シクロクロス）
ツール・ド・フランス 15ステージ勝利
2位 シクロクロス世界選手権
1968
1位  西ドイツ選手権（ロードレース）
1位  西ドイツ選手権（シクロクロス）
1位 ツール・ド・フランス
1位 パリ〜ニース
1969
1位  西ドイツ選手権（シクロクロス）
2位 シクロクロス世界選手権
1970
1位  西ドイツ選手権（シクロクロス）
3位 シクロクロス世界選手権
ツール・ド・フランス 20Aステージ勝利
1971
1位  西ドイツ選手権（シクロクロス）
1972
2位 シクロクロス世界選手権
1973
1位  西ドイツ選手権（シクロクロス）
3位 シクロクロス世界選手権